# Носієвич Степан
Степан (Стефан) Носієвич (рум. Ștefan Nosievici, угор. Noszjevics Stefán; 12 (24) жовтня 1833, Садгора, наразі у складі Чернівців — 12 листопада 1869, Сучава) — український і румунський композитор, педагог, збирач буковинського музичного фольклору.

## Життєпис

### Походження

Інформація Програми Сучавської гімназії за 1868 рік про викладацьку діяльність в ній Степана Носієвича

Походив з буковинського українського священничого роду, ім’я якого в 18 столітті писалося «Носич» - прадід Степана Носієвича Микола Носич увесь свій вік працював священником в  українському селі Драчинці, доки в 1785 році не був відправлений на пенсію новою австрійською окупаційною владою як «überzählich» (зайвий). Дід Василь, народжений 1730 року і рукоположений в священники владикою Доситеєм Херескулом 25 березня 1764 року, також працював священником в Драчинцях і також володів лише руською мовою. Брат Василя Іван, народжений в Драчинцях в 1758 році, з 1774 року працював дияконом в с. Великий Кучурів, а 20 березня 1782 був рукоположений в священники; як і всі решта його родичів, він володів лише українською мовою, що задокументовано шематизмом 1786 року. Першим в роду, хто оволодів, крім української, ще й румунською мовою, був народжений в 1792 році син Василя Теодор, котрий в 1815-1819 роках разом зі своїм братом Василем навчався в заснованій Чернівецькій клерикальній школі, де обоє взяли собі прізвище Носієвич (за тогочасною модою Носієвич – син Носича), був рукоположений в священники в 1820 році владикою Данилом Влаховичем і увесь свій вік працював парохом церкви св. Миколи в місті Садгора, де й помер 16 березня 1851 року.[джерело?]

### Діяльність
В 1853—1856 рр. вивчав богослів'я в Чернівцях. У 1856 році призначений митрополитом Гакманом учителем на курсах руської(української) мови у семінарії.
Згодом в 1856—1860 роках вивчав фізику й математику у Відні. У 1859—1860 (не перериваючи навчання) викладав у гімназії в Чернівцях руську (церковнослов'янську) мову. Остаточно повернувшись до Чернівців, викладав музику в православній духовній семінарії й математику в школі. Здійснив значний вплив на свого учня Сидора Воробкевича, який записав від нього багато українських народних пісень.
З 1863 році працював в Сучаві в православній гімназії, викладав математику, фізику, хімію, музику й ін. Одночасно керував хором й струнним квартетом. Був одним із основних вчителів та наставників Чіпріана Порумбеску.

## Твори
Автор низки хорових творів, багато з них — на вірші Васіле Александрі, найбільш відомі пісні «Татарин» (рум. Tătarul), «Прощавай» (рум. Drum bun), «Марш румунських солдатів в Бесарабії» (рум. Marșul ostașilor români în Basarabia). Збірку хорової музики Носевича видано посмертно (рум. Colecțiune de coruri; 1885).